# Formuladeildin 2021
La Formuladeildin 2021 (detta anche Betri Deildin 2021 per motivi di sponsorizzazione) è stata la 79ª edizione del campionato faroese di calcio, iniziata il 6 marzo 2021 e terminata il 7 novembre seguente. Il KÍ Klaksvík ha vinto il torneo per la diciannovesima volta nella sua storia.

## Stagione

### Novità
Rispetto alla stagione precedente, sono due le novità: il 07 Vestur, secondo classificato in 1.Deild 2020 prende il posto del retrocesso Skala IF, mentre il B68 Toftir, quarto classificatosi in 1.Deild, prende il posto dell'AB Argir, sconfitto allo spareggio.

### Formula
Le 10 squadre partecipanti si affrontano tre volte, per un totale di 27 giornate.

La squadra campione delle Isole Fær Øer ha il diritto a partecipare alla UEFA Champions League 2022-2023 partendo dal primo turno di qualificazione.

La vincitrice della Coppa nazionale è ammessa alla UEFA Europa Conference League 2022-2023 partendo dal primo turno di qualificazione, assieme alla squadre classificate al secondo e al terzo posto.

L'ultima classificata retrocede direttamente in 1. deild.

## Squadre partecipanti
| Club            | Città        | Stadio            | Stagione precedente        |
| --------------- | ------------ | ----------------- | -------------------------- |
| B36 Tórshavn    | Tórshavn     | Stadio Gundadalur | 4º posto in Formuladeildin |
| B68 Toftir      | Toftir       | Svangaskarð       | 4º posto in 1.Deild        |
| EB/Streymur     | Eiði         | Við Margáir       | 7º posto in Formuladeildin |
| HB Tórshavn     | Tórshavn     | Stadio Gundadalur | Campione faroese           |
| ÍF Fuglafjørður | Fuglafjørður | Í Fløtugerði      | 6º posto in Formuladeildin |
| KÍ Klaksvík     | Klaksvík     | Við Djúpumýrar    | 3º posto in Formuladeildin |
| NSÍ Runavík     | Runavík      | Við Løkin         | 2º posto in Formuladeildin |
| TB Tvøroyri     | Tvøroyri     | Við Stórá         | 8º posto in Formuladeildin |
| Víkingur Gøta   | Norðragøta   | Serpugerði        | 5º posto in Formuladeildin |
| 07 Vestur       | Vágar        | á Dungasandi      | 2º posto in 1.Deild        |

## Classifica finale
|                    | Pos. | Squadra         | Pt | G  | V  | N | P  | GF | GS | DR  |
| ------------------ | ---- | --------------- | -- | -- | -- | - | -- | -- | -- | --- |
| Fær Øer (bandiera) | 1.   | KÍ Klaksvík     | 72 | 27 | 23 | 3 | 1  | 99 | 12 | +87 |
|                    | 2.   | HB Tórshavn     | 61 | 27 | 19 | 4 | 4  | 87 | 22 | +65 |
|                    | 3.   | Víkingur Gøta   | 60 | 27 | 18 | 6 | 3  | 59 | 27 | +32 |
|                    | 4.   | NSÍ Runavík     | 47 | 27 | 14 | 5 | 8  | 54 | 38 | +16 |
| [ 2 ]              | 5.   | B36 Tórshavn    | 45 | 27 | 12 | 9 | 6  | 51 | 33 | +18 |
|                    | 6.   | 07 Vestur       | 28 | 27 | 8  | 4 | 15 | 36 | 74 | -38 |
|                    | 7.   | EB/Streymur     | 25 | 27 | 7  | 4 | 16 | 28 | 53 | -25 |
|                    | 8.   | B68 Toftir      | 25 | 27 | 7  | 4 | 16 | 33 | 66 | -33 |
|                    | 9.   | ÍF Fuglafjørður | 16 | 27 | 4  | 4 | 19 | 26 | 70 | -44 |
|                    | 10.  | TB Tvøroyri     | 3  | 27 | 0  | 3 | 24 | 17 | 95 | -78 |

Legenda:
      Campione delle Isole Fær Øer e ammessa alla UEFA Champions League 2022-2023
      Ammesse alla UEFA Europa Conference League 2022-2023
      Retrocesse in 1. deild 2022
Regolamento:
Tre punti a vittoria, uno a pareggio, zero a sconfitta.

## Risultati

### Partite (1-18)
|                 | B36  | B68  | EBS   | HB    | ÍF    | KÍ    | NSÍ   | TB    | Vík   | 07V  |
| --------------- | ---- | ---- | ----- | ----- | ----- | ----- | ----- | ----- | ----- | ---- |
| B36 Tórshavn    | –––– | 0-0  | 2-1   | 2-2   | 2-2   | 0-0   | 1-1   | 3-0   | 1-1   | 1-1  |
| B68 Toftir      | 1-3  | –––– | 2-1   | 0-6   | 3-1   | 0-4   | 1-2   | 2-2   | 0-6   | 1-2  |
| EB/Streymur     | 0-4  | 3-2  | ––––- | 0-3   | 1-1   | 0-4   | 2-1   | 5-2   | 0-0   | 1-3  |
| HB Tórshavn     | 0-0  | 1-0  | 4-1   | ––––- | 6-1   | 2-3   | 5-2   | 6-0   | 1-2   | 7-0  |
| ÍF Fuglafjørður | 0-5  | 0-1  | 2-1   | 0-2   | ––––- | 1-4   | 0-3   | 3-1   | 1-2   | 3-1  |
| KÍ Klaksvík     | 4-0  | 8-0  | 3-0   | 2-2   | 4-0   | ––––- | 2-0   | 4-0   | 3-0   | 4-0  |
| NSÍ Runavík     | 4-2  | 4-3  | 3-0   | 0-0   | 3-0   | 0-3   | ––––- | 3-0   | 1-1   | 1-1  |
| TB Tvøroyri     | 0-4  | 0-1  | 1-1   | 0-4   | 0-1   | 0-5   | 0-2   | ––––- | 0-6   | 2-4  |
| Víkingur Gøta   | 1-0  | 3-1  | 3-1   | 2-1   | 5-1   | 1-2   | 2-1   | 1-0   | ––––- | 4-1  |
| 07 Vestur       | 0-2  | 3-2  | 1-3   | 0-5   | 1-0   | 0-5   | 2-4   | 3-1   | 2-4   | –––– |

### Partite (19-27)
|                 | B36  | B68  | EBS   | HB    | ÍF    | KÍ    | NSÍ   | TB    | Vík   | 07V  |
| --------------- | ---- | ---- | ----- | ----- | ----- | ----- | ----- | ----- | ----- | ---- |
| B36 Tórshavn    | –––– | 2-1  | 3-2   | 2-4   | 5-0   |       |       |       | 2-0   |      |
| B68 Toftir      |      | –––– |       |       | 2-0   | 0-5   | 0-1   | 6-1   | 2-2   |      |
| EB/Streymur     |      | 0-1  | ––––- | 0-1   | 1-0   |       |       |       | 1-1   |      |
| HB Tórshavn     |      | 5-0  |       | ––––- | 2-0   | 2-1   | 4-0   |       |       | 5-0  |
| ÍF Fuglafjørður |      |      |       |       | ––––- | 1-5   | 2-5   | 2-2   |       | 1-2  |
| KÍ Klaksvík     | 3-1  |      | 2-1   |       |       | ––––- | 2-0   | 7-0   |       |      |
| NSÍ Runavík     | 2-0  |      | 4-0   |       |       |       | ––––- | 7-2   | 0-2   | 2-0  |
| TB Tvøroyri     | 1-2  |      | 0-1   | 1-6   |       |       |       | ––––- |       | 1-5  |
| Víkingur Gøta   |      |      |       | 3-1   | 3-2   | 1-1   |       | 1-0   | ––––- |      |
| 07 Vestur       | 2-2  | 1-1  | 0-1   |       |       | 0-9   |       |       | 1-2   | –––– |

## Statistiche

### Classifica marcatori
| Gol |  |  | Giocatore          | Squadra       |
| --- |  |  | ------------------ | ------------- |
| 27  |  |  | Mikkel Dahl        | HB Tórshavn   |
| 18  |  |  | Páll Klettskarð    | KÍ Klaksvík   |
| 16  |  |  | Klæmint Olsen      | NSÍ Runavík   |
| 14  |  |  | Andreas Olsen      | Víkingur Gøta |
| 14  |  |  | Bob Sumareh        | KÍ Klaksvík   |
| 13  |  |  | Jóannes Bjartalíð  | KÍ Klaksvík   |
| 12  |  |  | Sølvi Vatnhamar    | Víkingur Gøta |
| 10  |  |  | Adrian Justinussen | HB Tórshavn   |
| 10  |  |  | Árni Frederiksberg | KÍ Klaksvík   |